# 大德意志

1920年至1921年左右，一战后德意志的版圖。淡黄色为战败后的德国割让给周边其他国家的领土，淡绿色的为德国交予国际联盟托管的萨尔兰和但泽自由市。

1870年至1918年左右，德意志的版圖

大德意志（德语：Alldeutsche）是历史上關於德國統一的思維模式，有多種含義，其中最主要的訴求是讓奧地利併入德國之中。

## 定義

### 19世紀
其作为德意志问题的一个解决方案，在1848年法兰克福国民议会列席会议上就讨论过。奥地利帝国最初提出了这一构想模型，希冀建立一个包括奥地利在内的统一的德意志民族国家，且被其领导。这一模型与最终被普鲁士采用的小德意志统一解决方案所相对，且被抛弃。“小德意志”包括了除奥地利以外的所有德意志邦联国家，并听命于德意志北方普鲁士王国的霸权。

### 20世紀
20世纪初，民族自由主义和民主主义开始兴起。又因为一战的和约《凡尔赛条约》和《聖日耳曼條約》对战败的德国惩罚过强，“大德意志”成为了一个与其反抗而带有愤怒感情的概念，并为德国和奥地利的右翼党派所用。他们的目标是共同建立一个以德意志民族为主体的民族国家，即除德奥外也包括周围以德裔人口为主的地区，无视法国和英國的反对。纳粹主义者认为，德意志问题的解决方案应该为：在纳粹政权下建立“大德意志帝国”，在欧洲大陆占据主体地位，并协助其他非日耳曼地区（主要指斯拉夫人地区）日耳曼化。
大德意志与泛德意志意义不同，后者为德意志帝国时期的一种极端民族主义和反犹主义的集合。
二次大战結束后，《奥地利国家条约》声明奥地利需保持独立，而不許与德国合併。今日「大德意志」一词，也時常与纳粹主义相关。

## 歷史

### 德国民族主义者的大德意志

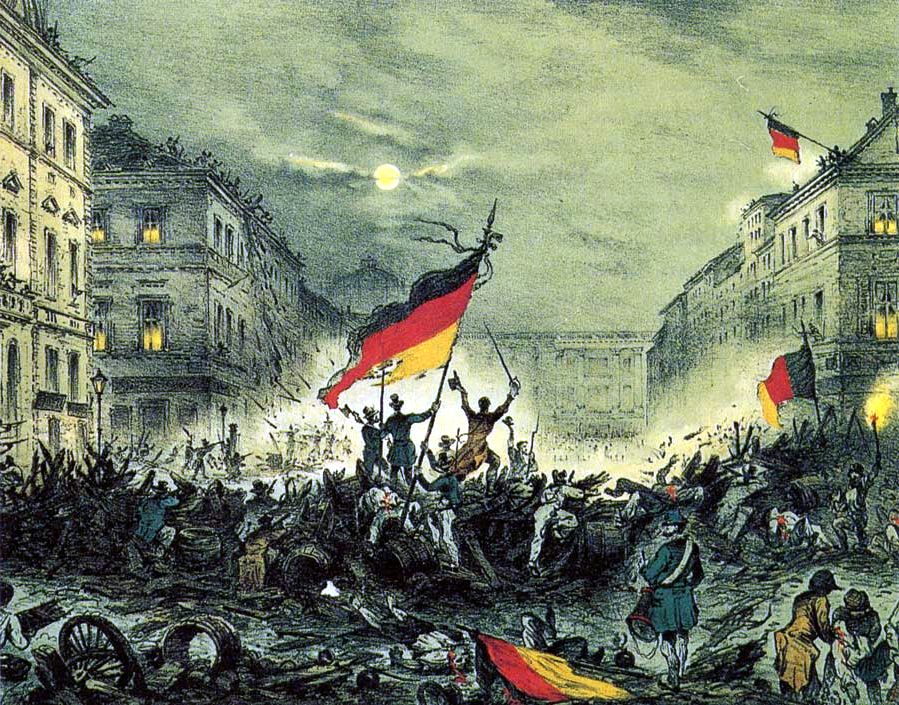
1848年3月19日柏林街头的示威游行

大德意志这一个词汇是法兰克福国民议会主席爱德华·冯·西姆森（Eduard von Simson）最先提出来的。这一运动主要在南方的德意志邦国中广泛传播，如巴登、符腾堡、巴伐利亚以及奥地利。这一思想的追随者实际上大多为自由主义者。在德意志1848年革命中，德国作为一个民族国家的概念开始出现，并认为包括德意志诸国，以及周边波西米亚、克拉尼斯卡、奥地利濱海区等德意志人历史居住的地域。然而这一大德意志的理念当时只能被奥匈帝国所实现，因其占有南方德语区领土。然而若没有匈牙利王国的革命，这理念的实施是不可想象的。随着运动走向衰落，小德意志方案被提出，希冀普鲁士王国建立统一的君主立宪制德意志国家。
最终在1871年，德意志帝国成立。它只包括普鲁士与其西方的德意志邦国，不包括奥地利的领土。

### 奧地利的大德意志
在哈布斯堡家族奥地利皇帝弗朗茨·约瑟夫一世治下，费利克斯亲王等几次协助努力下，松散的德意志邦联得以建立。这其中最著名的努力是1863年的法兰克福亲王议会（Frankfurter Fürstentag）。邦联宪法使得奥地利成为统一的德意志国家的领导者，傲立于中欧。这也被称为“大奥地利方案”。奥地利领导的德意志邦联各国，与普鲁士为首的联合军队在1866年爆发了普奥战争。奥地利在战争中被以普鲁士为首的西北德意志各国击败。主要原因是奥地利帝国（後來的奧匈帝國）的种族成分复杂，包括大量匈牙利人、羅馬尼亞人和斯拉夫人。斯拉夫人民族还分为：波兰人、捷克人、斯洛伐克人、斯洛文尼亞人、乌克兰人、克罗地亚人与塞尔维亚人。以上多数族群根本不愿意与德国人统一。波西米亚、摩拉维亚与西里西亚地区的的捷克人更在1848年反对以上的方案。

### 納粹德國的大德意志

1942年，二战爆发后的德国版图

一战结束后，战败的奥匈帝国解體。根據民族自決原則，原奥匈帝国德语区（奧地利、南蒂羅爾及蘇台德）建立了德意志奥地利共和国。与魏玛共和国的议会都支持德奥统一。奥地利建立了共和国，企图与德国合并。德意志奥地利国会也已经1918年11月12日批准。战间期，大德意志人民党特别推动德奥合并。然而获胜的協約國阻止了这决定。1919年，《圣日耳曼条约》簽訂，德意志奥地利共和国解體，除奧地利本土外的部分被併入了義大利和捷克斯洛伐克。
在1938年，经济复苏后的纳粹德国实现了德奥合并。希特勒庆祝了大德意志方案的胜利，在1943年，把德国国名由德意志國（Deutsches Reich）更改为大德意志国（Großdeutsches Reich）。希特勒后来借此夺取苏台德地区，后继侵略波兰，引起第二次世界大战。

### 当代
纳粹德国被击败后，战胜国决定重新恢复建立奥地利。1945年起，大德意志一词因与纳粹德国联系过于紧密而被丧失了信用。新成立的联邦德国和民主德国使用“统一德国”一词来描述德意志国家的未来，对应着小德意志解决方案。但新方案的东方边界已经做出了修改。
在奥地利，自1945年以后与德国合并已经不是一个政治相关问题了。1943年同盟国的莫斯科宣言中，奥地利就作为“希特勒的第一个受害者”被谈及应当重新恢复独立。这也完全对应着战后人民的情绪。1955年，奥地利国家条约中明确规定，奥地利被禁止与德国结盟，就像1919年圣日耳曼条约一样。自那时候起，大部分奥地利人民加强了自身意识觉醒。小部分人仍然基于传统理念，保有强烈的德意志情绪。1990年两德统一后，德国政府承认和波兰的边界线，至此德国放弃了对东波美拉尼亚、东普鲁士、但泽和西里西亚的领土要求。
在当今德国和奥地利，大德意志这一理念通常与右翼极端主义和新纳粹主义相关。不过，也有一小部分保守主义者，如奥地利自由党，追求着19世纪大德意志理念的本源。他们期望在基本法上基础上与德国结盟，但是避免“合并”。在德国也有一些右翼极端自由主义者希望通过君主制实现大德意志方案。
但总体上，现代已广泛接受存在一个独立的奥地利人国家。